# Anaphes leptoceras
Anaphes leptoceras är en stekelart som först beskrevs av Debauche 1948.  Anaphes leptoceras ingår i släktet Anaphes och familjen dvärgsteklar. Inga underarter finns listade i Catalogue of Life.